# Ballersdorf
Ballersdorf é uma comuna francesa na região administrativa de Grande Leste, no departamento Alto Reno. Estende-se por uma área de 10,7 km². Em 2010 a comuna tinha 837 habitantes (densidade: 78,2 hab./km²).